# Real Academia de Bellas Artes de San Fernando
La Real Academia de Bellas Artes de San Fernando (RABASF) es una institución integrada en el Instituto de España. Fue creada por Real Decreto de 12 de abril de 1752 y su sede está en la ciudad de Madrid (España). 

## Historia
Es posible que el incendio del Alcázar en 1734, con la consiguiente necesidad de construir un nuevo palacio y dotarlo de una decoración y obras de arte apropiados, impulsara su creación, a instancias de las deliberaciones entre el secretario del despacho de Estado, el marqués de Villarías, y el escultor de la Casa Real, Juan Domingo Olivieri.
Así, en 1744 se constituyó una Junta Preparatoria en las habitaciones que en el Palacio Nuevo tenía el primer escultor del rey, Juan Domingo Olivieri, principal promotor de su formación. Desde 1741 Olivieri mantenía una academia de escultura en sus habitaciones y desempeñó el cargo de director general al crearse la nueva institución. Sus primeros estatutos fueron aprobados en 1747, primándose en ellos el estamento nobiliario. El mismo año, el rey Fernando VI, que había permanecido al margen de la creación, nombró a su escultor personal, Felipe de Castro, recientemente retornado de Italia, «maestro director extraordinario de escultura en la Academia», de forma que la nueva institución se hacía así dependiente de la Corona. La creación oficial data del 12 de abril de 1752, colocándose bajo el patrocinio del rey Fernando VI, quien la llamó Real Academia de las Tres Nobles Artes de San Fernando. En 1753 tres artistas italianos compartieron su dirección: Olivieri, Corrado Giaquinto y Juan Bautista Sachetti. Los estatutos definitivos se aprobaron en 1757, confiando a la Academia la promoción y protección de las Artes. Su principal redactor fue Felipe de Castro, quien suprimió el carácter aristocrático de los primeros estatutos, confiando la dirección de la Academia a los artistas.

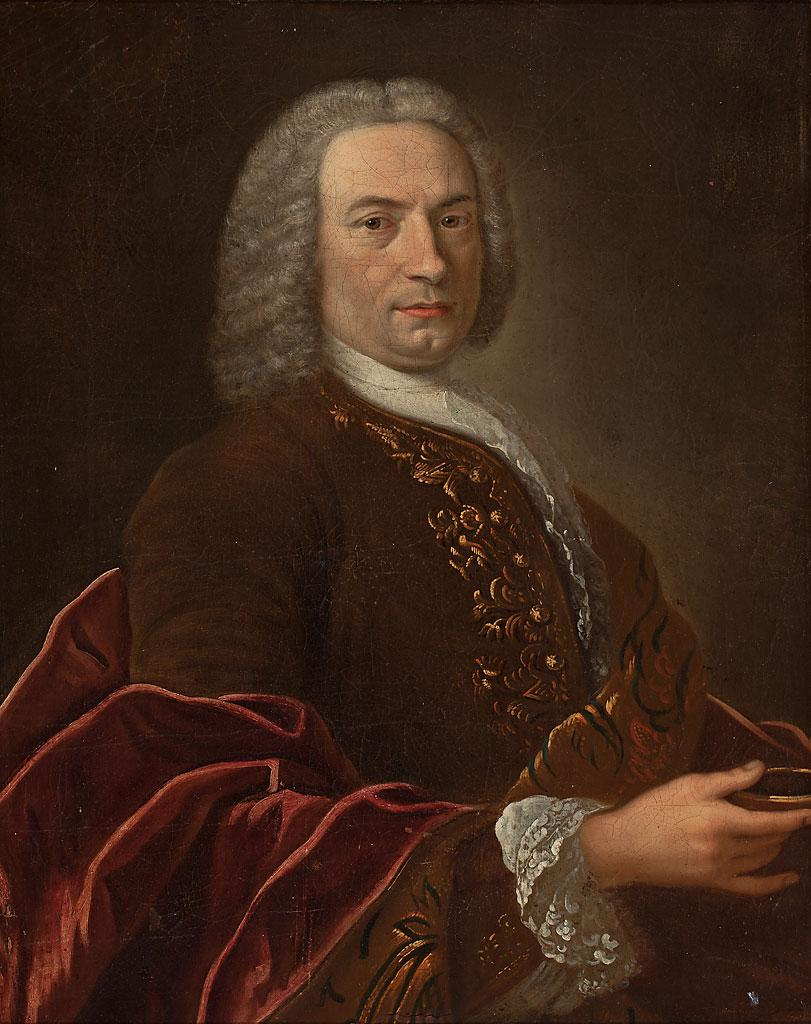
Retrato de Gian Domenico Olivieri (c. 1755) por Antonio González Ruiz. Colección Joan J. Gavara, Valencia.

Después de que Olivieri redactara para la Junta Preparatoria unas «Reglas que se proponen al Exmo. Señor marqués de Villarias para que después de dos años de práctica que parecen convenientes por ahora, puedan contribuir a la formación de leyes para la Academia de Escultura, Pintura y Arquitectura que se intenta fundar en Madrid debajo la protección del Rey», a Fernando Triviño se le encarga la elaboración de los primeros estatutos para el establecimiento de la Real Academia de Pintura, Escultura y Arquitectura.
En un principio las actividades se basaron en pintura, arquitectura, escultura y grabado. Su propósito era convertir la materia artística en materia de estudios reglados, superando el modelo anterior de aprendizaje en el taller. Para ello, la Academia contaría con «profesores» de las distintas materias y modelos de todo tipo, tanto moldes y obras de arte como hombres y mujeres «de alquiler». La creación sería estimulada por la concesión de premios y pensiones de estudios en Roma para los artistas más destacados. En 1873, durante la Primera República y a iniciativa de Emilio Castelar, se abrió una nueva sección de Música.
Desde 1757 la Academia impartió los estudios y expidió el título de arquitecto. En 1847 estos estudios pasaron al Estudio Especial de Arquitectura, que evolucionó hasta dar la actual Escuela Técnica Superior de Arquitectura de Madrid (ETSAM).
A partir de 1846, con la publicación de unos nuevos estatutos, la Real Academia de San Fernando pasaría a llamarse Real Academia de Nobles Artes de San Fernando.
Durante la I República, se cambió el título de la corporación que, en 1873 pasaría a llamarse Academia de Bellas Artes de San Fernando hasta que la Restauración alfonsina recupera el título de Real Academia.
En 1881 comienza a publicar la revista Academia. Boletín de la Real Academia de Bellas Artes de San Fernando, que continúa editándose en la actualidad, tras una interrupción entre los años 1933 y 1951.
Se llevaron a cabo dos reformas: con la primera (1987) se ampliaba a 51 el número de académicos numerarios y se integraban televisión, fotografía, vídeo y cinematografía a la sección de Escultura, que pasó a llamarse Sección de Escultura y Artes de la Imagen; la segunda reforma (1996) elevó a 52 el número de académicos numerarios.

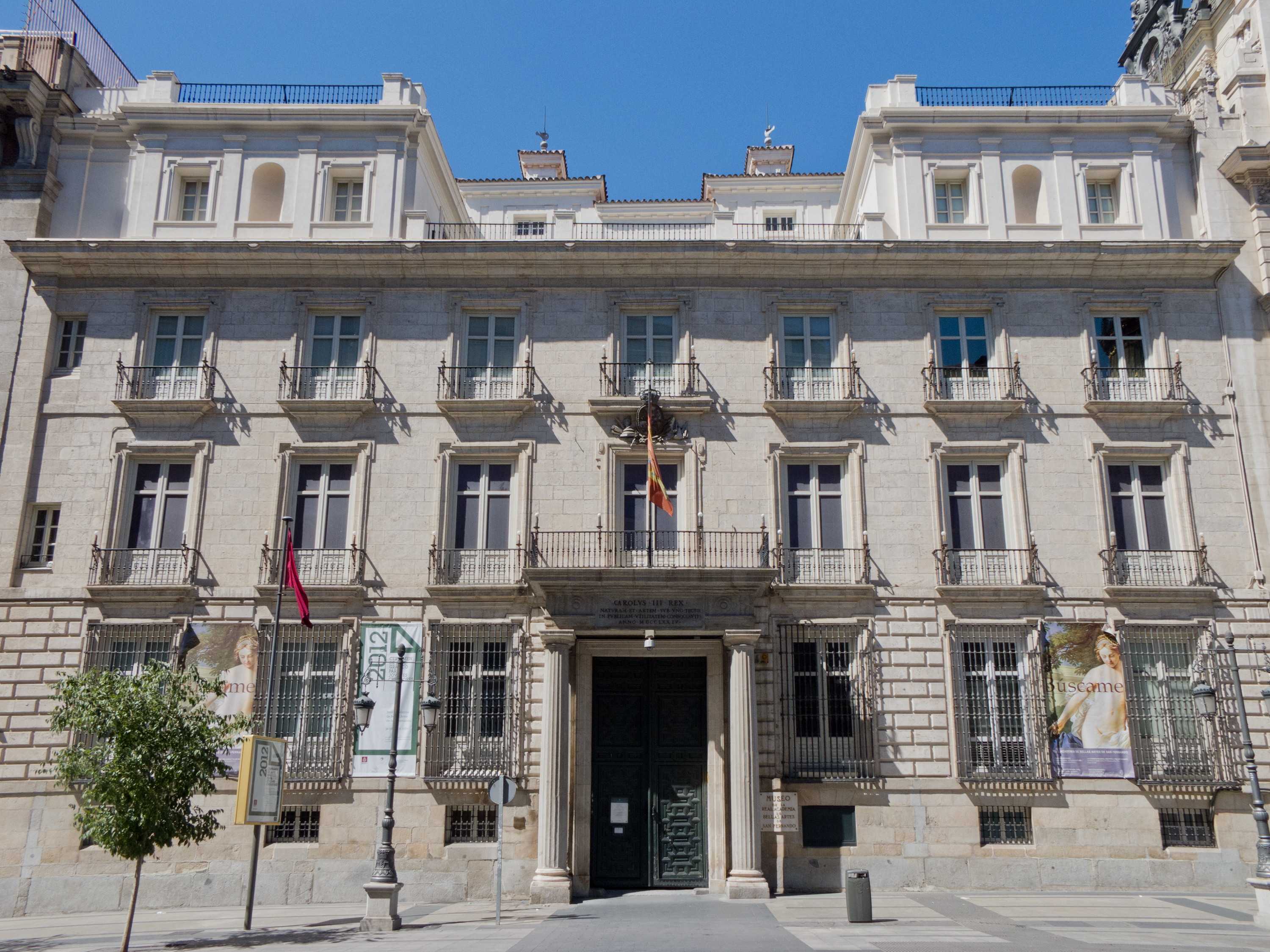
Fachada del palacio de Goyeneche, en la calle de Alcalá. Es la sede, desde 1773, de la Real Academia de Bellas Artes de San Fernando.

### Alumnado ilustre
Entre el alumnado, luego famoso, que pasó por sus aulas, se cuentan Juan Luna y Novicio, Fernando Amorsolo, el músico Felip Pedrell, Pablo Picasso, Salvador Dalí, Remedios Varo, Antonio López García, Chus Lampreave, el diseñador de moda Óscar de la Renta, Ricardo Macarrón, Fernando Botero, Kiko Argüello, etc.
Francisco de Goya es seguramente el artista más ilustre vinculado a la institución, si bien no fue alumno de ella, sino académico y profesor de Pintura. Su relación con la Real Academia no fue siempre exitosa y fácil, ya que su libertad creativa colisionaba con el criterio predominante.

## Sedes
A lo largo de toda su historia la Real Academia de Bellas Artes de San Fernando ha ocupado en Madrid tres sedes distintas. La primera estuvo en la Plaza Mayor, en la Casa de la Panadería. Desde el año 1773 se encuentra ubicada en el palacio de Goyeneche (calle de Alcalá, 13), obra del arquitecto José de Churriguera (1665-1725). El edificio fue transformado por Diego de Villanueva (1715-1774) –cuyo hermano menor, Juan, sería director general de la Academia durante el trienio de 1792-1795– que eliminó los elementos barrocos del diseño original, adaptándolo a los gustos neoclásicos del momento. Con el arquitecto Fernando Chueca Goitia se llevó a cabo, entre 1973 y 1985, una nueva remodelación.

## Museo
Al margen de su actividad docente y consultiva, la Real Academia es célebre por sus importantes colecciones de arte, que se exhiben (no sin limitaciones) en su sede de la calle de Alcalá. Abarcan más de cuatro siglos, desde Luis de Morales a Juan Gris y artistas posteriores. Aunque no tan famosa como el Prado o el Museo Thyssen-Bornemisza, por la abundancia, riqueza y significado de las obras que conserva es considerada la segunda pinacoteca del país.

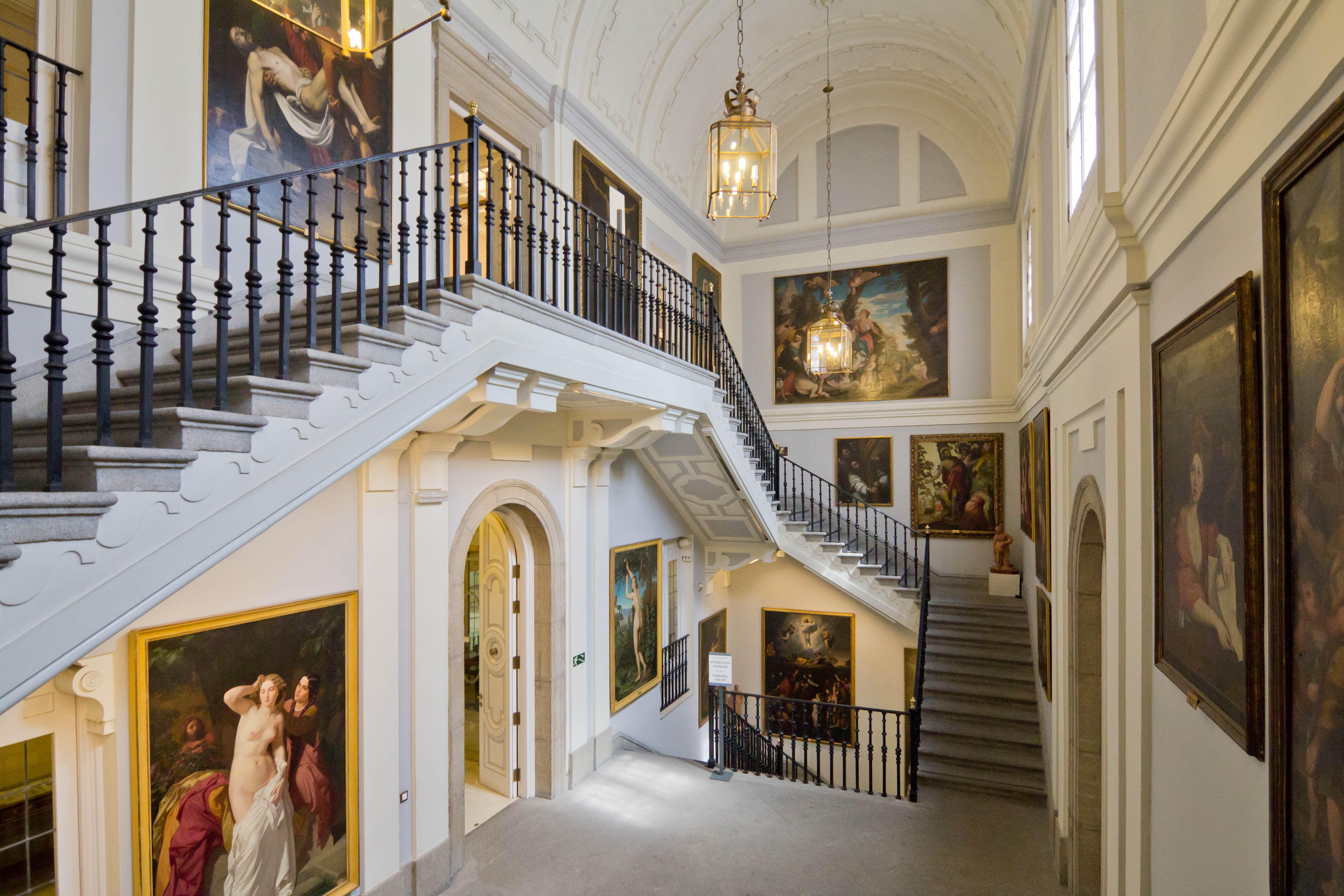
Interior del palacio, con obras de la colección de la Real Academia de Bellas Artes de San Fernando

Junto a ejercicios académicos y piezas recuperadas del patrimonio español, se exhiben otras de muy distintas procedencias. Parte de ellas procede de la antigua colección de Manuel Godoy, de la colección del alcalde de Madrid Manuel de la Prada, otras fueron aportadas directamente por artistas que formaron parte de la institución, y otras se han sumado posteriormente mediante compras y donaciones. Sobresale la herencia Guitarte, que sumó numerosas piezas y proporcionó, además, fondos para la compra de otras. En 2011 se ha presentado públicamente el legado de la galerista Juana Mordó (legado Mordó-Alvear): 57 ejemplos de arte contemporáneo que cubren importantes huecos en la colección.
En el año 2000 fueron incorporadas las dependencias situadas en las plantas superiores, antes ocupadas por el Ministerio de Economía y Hacienda, en las que se habilitaron veintidós nuevas salas del museo según proyecto del artista Gustavo Torner, el cual previamente ya se había encargado de habilitar nuevas salas y remodelar otras ya existentes en el Museo del Prado. Además, se ha realizado una rehabilitación general del edificio, dirigida por la arquitecta Emanuela Gambini. En 2017 se ha mejorado sustancialmente la iluminación de varias salas de pintura antigua, mediante la incorporación de luz Led.

### Pintura española

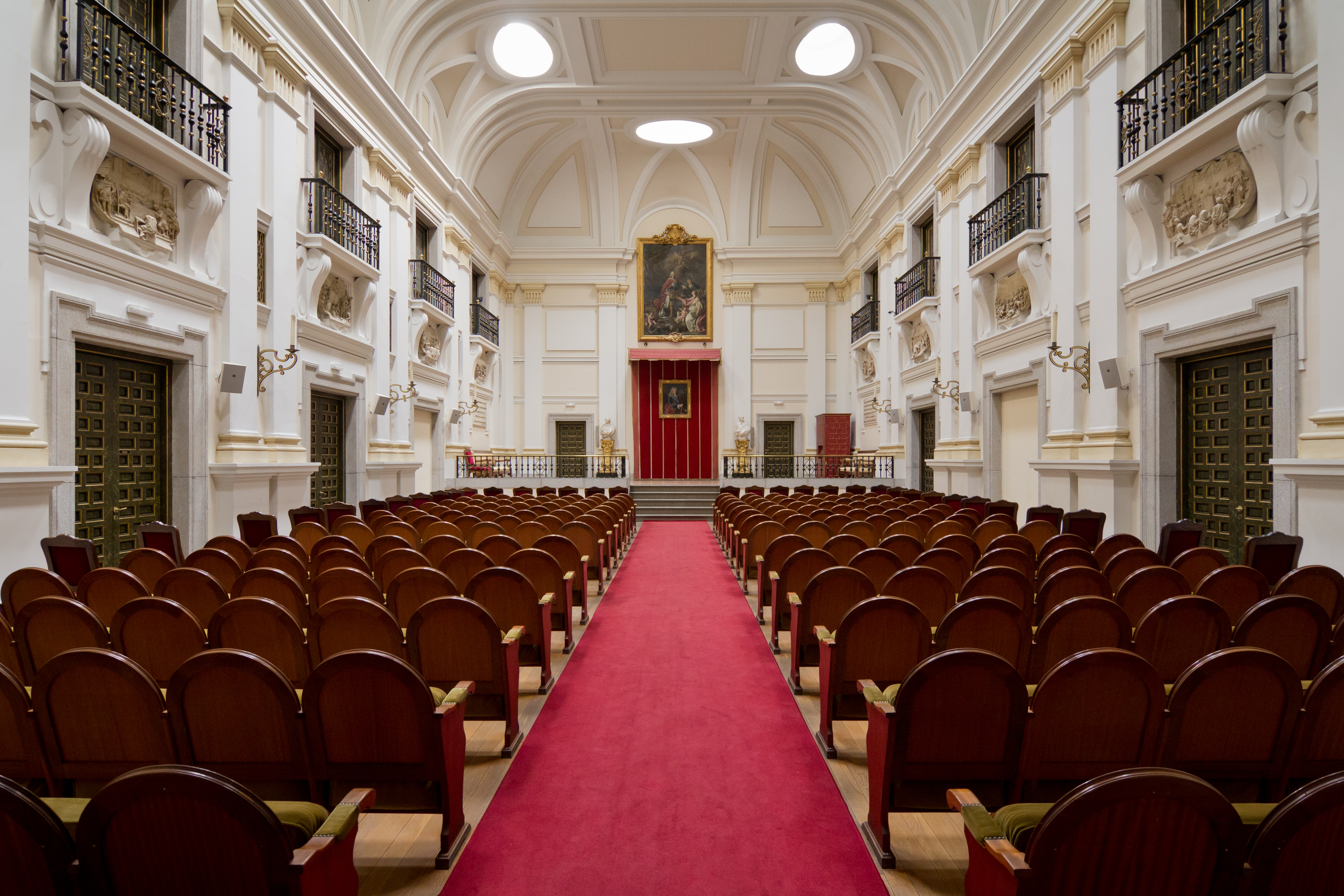
Salón de actos de la Real Academia de Bellas Artes de San Fernando

El entierro de la sardina, de Goya

Una de las colecciones más ilustres y completas de Madrid. Arranca con Luis de Morales y El Greco, en el siglo XVI, e incluye obras famosas como El sueño del caballero de Antonio de Pereda, La Magdalena de José de Ribera, los famosos frailes mercedarios de Zurbarán, un bodegón de su hijo Juan de Zurbarán, una sensual Magdalena penitente de Carreño de Miranda (autor igualmente de una soberbia copia de El Pasmo de Sicilia de Rafael), Circunspección de Diógenes de Luis Paret y La última cena, copia de la obra de Tintoretto atribuida a Velázquez. Hay además tres importantes obras de Bartolomé Esteban Murillo, ejemplos de Francisco Pacheco, Herrera el Viejo, Vicente Carducho, Eugenio Cajés, Juan van der Hamen (Retrato de Francisco de la Cueva, el único firmado y fechado de su autor), Juan de Arellano, y un nutrido repertorio de Vicente López Portaña. Conserva también una de las pocas obras conocidas de la pintora Francisca Meléndez.

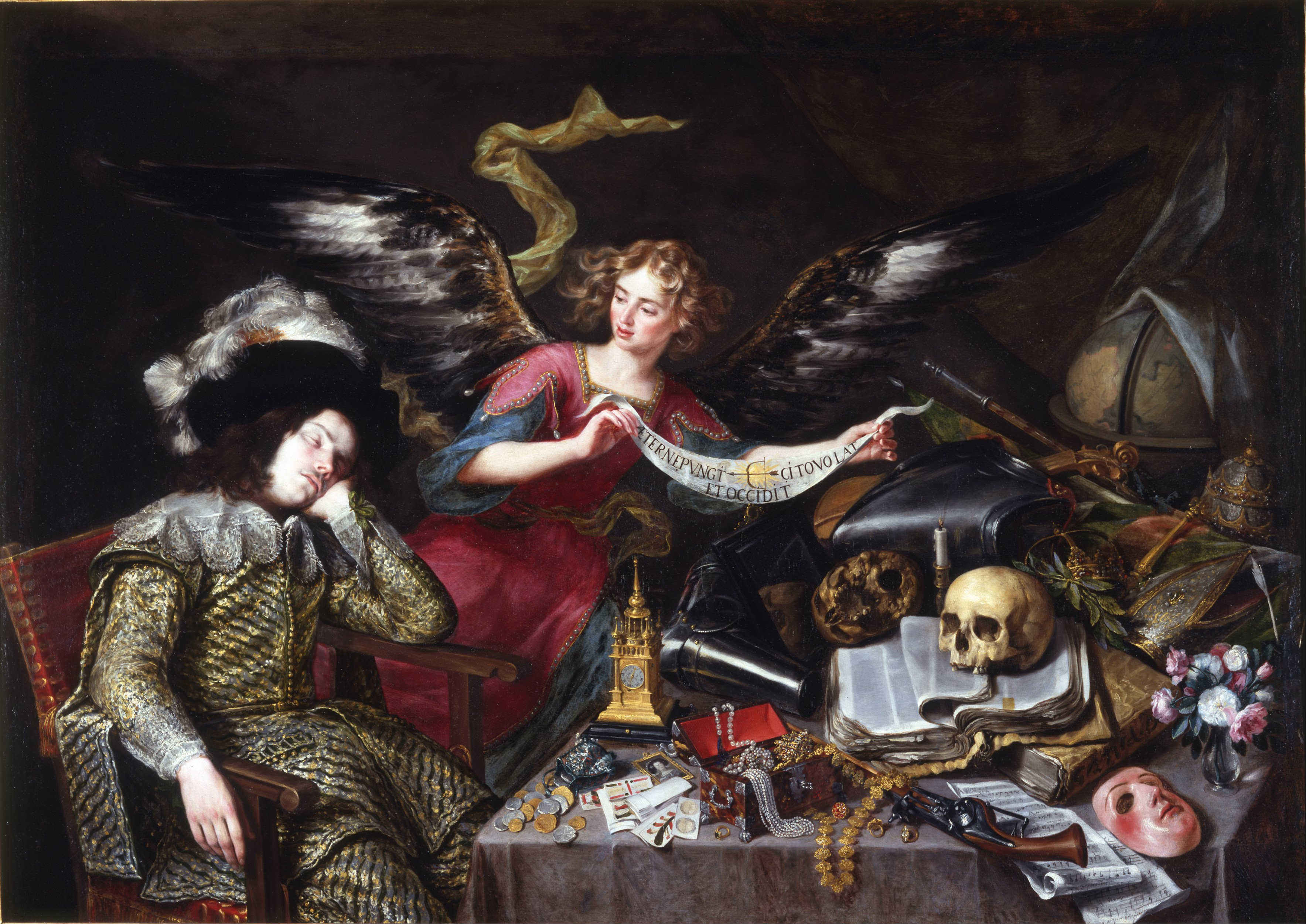
El sueño del caballero de Antonio de Pereda

Entre los autores de los siglos XIX y XX, Sorolla, Romero de Torres, Cecilio Plá, Dióscoro Puebla, Ignacio Zuloaga, Daniel Vázquez Díaz, Juan Gris, Picasso (el bronce Cabeza de mujer y diversos grabados de la Suite des Saltimbanques y de la Suite Vollard), Pablo Serrano (la magistral cabeza en bronce de Antonio Machado), Fernando Labrada y un largo etcétera. La donación Mordó-Alvear ha permitido incorporar a autores más recientes como Rafael Canogar, Gustavo Torner, Bonifacio Alfonso y una plancha de grabado de Dalí.

### Francisco de Goya
La colección en la Academia dedicada al Francisco de Goya requiere comentario aparte. Con trece pinturas, es la mejor colección de Madrid tras la del Prado. Incluye cuadros famosos como El entierro de la sardina, Retrato de la actriz La Tirana, Fernando VII a caballo y un Autorretrato de 1815 (del mismo año hay otro en el Museo del Prado). Otro más, el Autorretrato ante su caballete, fue adquirido en 1982 con fondos de la herencia Guitarte. Antaño, la Academia albergó las dos famosas majas actualmente expuestas en el Museo del Prado. No hay que olvidar los fondos gráficos de la Calcografía Nacional, dependiente de la Academia. En una sala del mismo edificio se exhiben planchas originales grabadas por Goya.

### Pintura extranjera
Entre las muchísimas obras dignas de mención, destacan varias de un envidiable repertorio italiano: Busto de Cristo de Giovanni Bellini, San Jerónimo de Correggio, una gran vista de Venecia de Leandro Bassano, La Primavera de Arcimboldo (su único ejemplo en museos españoles), Inmaculada Concepción, identificada como trabajo de Giuseppe Cesari, il Cavalier d'Arpino, por Hermann Voss, que la consideró una de sus obras maestras; así como Cristo resucitado abrazado a la Cruz de Guido Reni, Cabeza cortada de san Juan Bautista de Domenichino, David y Goliat de Orazio Borgianni, ejemplos de Luca Giordano y Giovanni Domenico Tiepolo, y un colosal Martirio de santa Lucía de Pompeo Girolamo Batoni (además de retratos del mismo autor). Entraña gran importancia documental el Retrato de George Washington pintado por Giuseppe Perovani en 1796. 

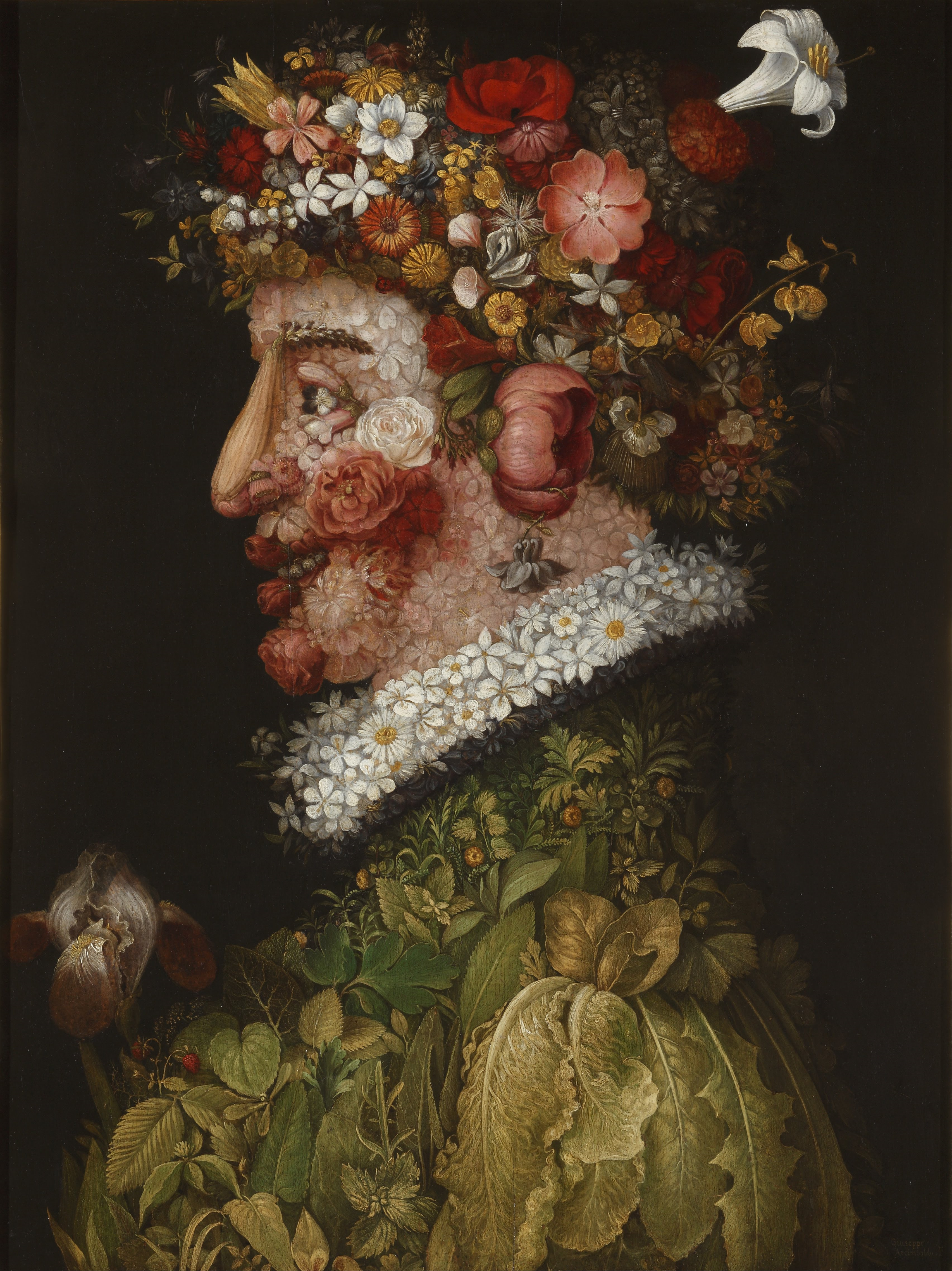
La primavera, de Giuseppe Arcimboldo

Las restantes escuelas europeas tienen una presencia inferior, pero con obras importantes: un San Jerónimo firmado de Marinus van Reymerswaele, dos grandes óleos de Rubens (a destacar Susana y los viejos, de 1609-1610), Venus, Mercurio y el Amor de Louis Michel van Loo, El sacrificio de Coreso por Calírroe de Fragonard, La marquesa de Llano vestida a la española de Mengs... Recientemente se ha autentificado una Virgen con el Niño y santos como obra original de Van Dyck, en 2000 se adquirió, con fondos de la herencia Guitarte, la pintura mitológica Diana y Calisto, de Jacob Jordaens, y en 2009 se sumó un gran Prendimiento de Cristo, cuya autoría oscila entre Gerard Seghers y Adam de Coster. Para la colección de pintura barroca italiana puede consultarse anexo:Pintura italiana del Barroco en las colecciones públicas madrileñas.

### Otras colecciones
La Academia guarda también una riquísima colección de dibujos, una de las primeras de España, con más de quince mil hojas. Cubren del siglo XVI al XX, y los fondos más importantes son los del XVII y XVIII, en especial de la escuela española e italiana, aunque también hay algunos ejemplos de otras escuelas europeas, en particular la flamenca (Rubens) y la francesa. Singularmente destacables son el Retrato del cardenal Borja, uno de los cuatro únicos dibujos de Velázquez que se conservan, y el conjunto de José de Ribera. De su vastísima colección de dibujos del siglo XIX sobresalen los conservados del pintor madrileño Eduardo Rosales.
El museo exhibe asimismo esculturas, principalmente del siglo XVIII en adelante, entre las cuales destaca un Cristo crucificado en madera, a tamaño mayor que el natural, que se atribuye a Pompeo Leoni. Hay también una colección de vaciados en yeso (gipsoteca) de esculturas romanas, varios de ellos traídos por Velázquez y que entrañan por ello extraordinario interés. Mención especial merece el vaciado de la Puerta del Paraíso que Ghiberti esculpió para el Baptisterio de Florencia. La realización de este proyecto fue dirigida por Mengs, quien por entonces (1772) trabajaba al servicio de Carlos III. La restauración de la monumental pieza (558 × 314 cm) que tuvo lugar en 2002 puso de manifiesto la excelente calidad del yeso utilizado para su confección.
Como resultado de donaciones, el museo exhibe además algunas estatuillas egipcias de metal, así como cerámicas y jades orientales.

## Académicos de número (2023)[18]
1. Miguel Rodríguez-Acosta Carlström
2. Joaquín Soriano Villanueva
3. Antonio Fernández Alba
4. Agustín León Ara
5. Miguel de Oriol e Ybarra
6. Gustavo Torner De la Fuente
7. Tomás Marco Aragón
8. José Luis Álvarez Álvarez
9. Rafael Manzano Martos
10. Antonio Gallego Gallego

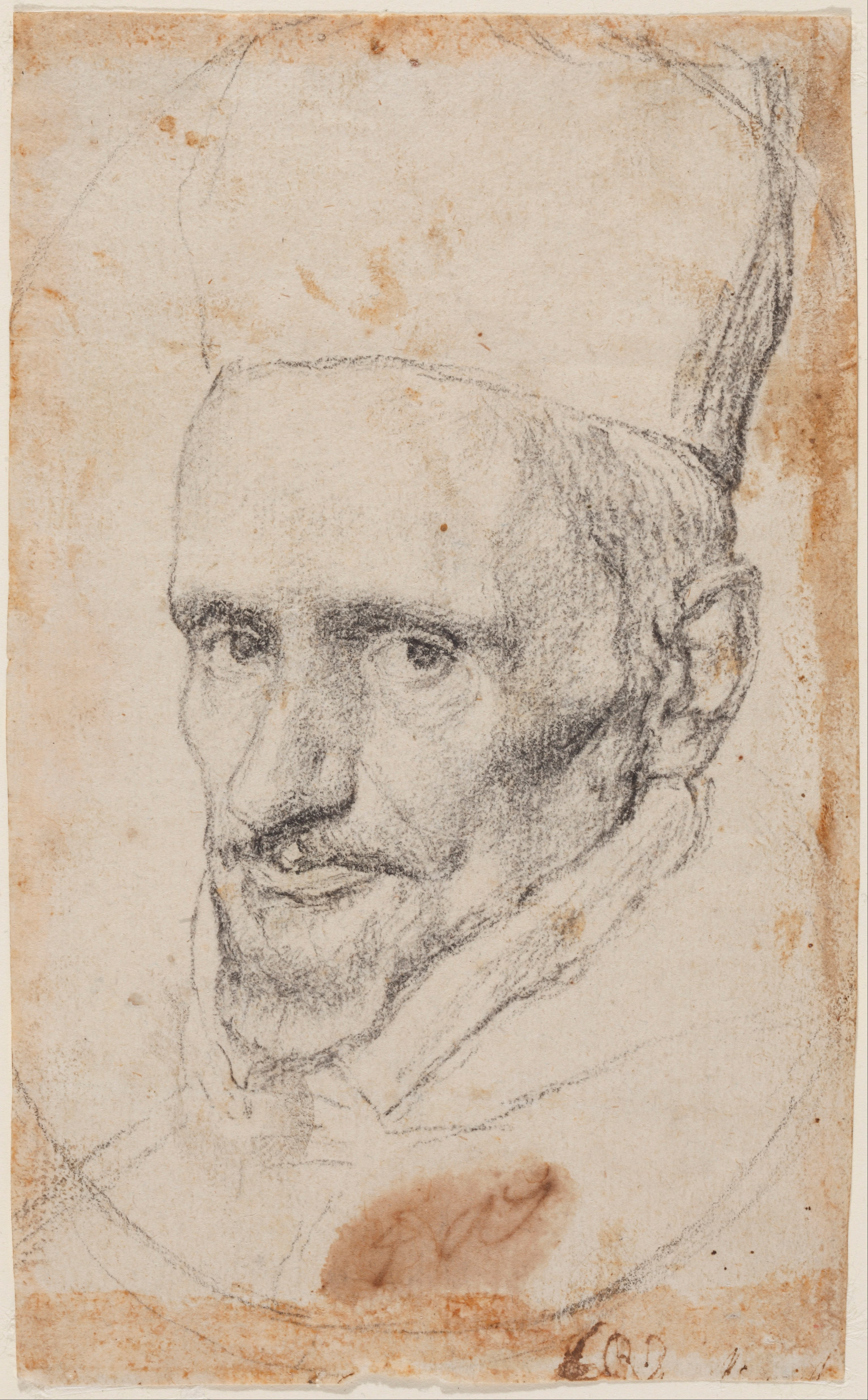
Retrato del cardenal Borja, de Diego Velázquez (hacia 1643-1645)

11. Alfredo Pérez de Armiñán y de la Serna
12. Rafael Canogar
13. Manuel Alcorlo
14. Manuel Carra
15. José María Luzón Nogué
16. Ismael Fernández de la Cuesta
17. Fernando de Terán Troyano
18. Jordi Teixidor de Otto
19. Víctor Nieto Alcaide
20. Juan Navarro Baldeweg
21. Manuel Gutiérrez Aragón
22. José Luis Yuste Grijalba
23. Alfonso Rodríguez y Gutiérrez de Ceballos
24. Gregorio Marañón y Bertrán de Lis, Marqués de Marañón
25. Rafael Moneo Vallés
26. José Ramón Encinar Martínez
27. Juan Bordes Caballero
28. Javier Manterola Armisén
29. Simón Marchán Fiz
30. Antonio Almagro Gorbea
31. Publio López Mondéjar
32. José María Cruz Novillo
33. Miquel Navarro
34. Enrique Nuere Matauco
35. Luis Fernández-Galiano Ruiz
36. Román Gubern Garriga-Nogués
37. José Luis García del Busto Arregui
38. Alberto Campo Baeza
39. Estrella de Diego Otero
40. Begoña Lolo Herranz
41. Josefina Molina Reig
42. Hernán Cortés Moreno
43. Blanca Muñoz Gonzalo
44. Fernando Lara Pérez
45. Arantxa Aguirre Carballeira
46. Miguel Falomir Faus
47. Isabel Muñoz Vilallonga
48. Alfonso Albacete
49. José Luis Turina de Santos
50. Vacante
51. Vacante
52. Vacante
53. Vacante
54. Vacante
55. Vacante
56. Vacante

### Académicos electos (2023)
1. Antonio López García
2. José Luis Garci
3. Plácido Domingo Embil
4. Cristina García Rodero
5. Francisco Leiro Lois
6. Jaume Plensa i Suñé
7. Daniel Canogar
8. Leticia Azcue Brea
9. José María Sánchez-Verdú
10. Rosa Brun Jaén
11. Patricia Urquiola Hidalgo
12. Pedro Moleón Gavilanes
13. Ángela García de Paredes Falla
14. Miguel Aguiló Alonso
15. María José Montiel

### Académicos honorarios (2023)
1. Carmen Giménez Martín (Medalla A)
2. Jacobo Hachuel (Medalla D)
3. Joaquín Achúcarro Arisqueta (Medalla G)
4. Alicia Koplowitz y Romero de Juseu (Medalla H)
5. Plácido Domingo Embil (Medalla J)
6. Santiago Calatrava (Medalla L)